# Trabajos Aéreos y Enlaces
TAE - Trabajos Aéreos y Enlaces S.A. fue una aerolínea con base en España que operó desde 1967 hasta 1981. Fue fundada en marzo de 1966 en Bilbao e inició operaciones en 1967.

## Historia de la Compañía
Trabajos Aéreos y Enlaces (TAE) fue fundada originalmente en 1957 por la naviera Aznar en Bilbao para prestar servicios de taxi aéreo con aviones Scottish Aviation Twin Pioneer con capacidad STOL a Granada y otras ciudades españolas que aún no contaban con un aeropuerto con pista asfaltada. Ese mismo año, TAE también encargó tres aviones Percival President y Fokker F27, que se utilizarían en servicios regulares nacionales desde principios de 1959. Sin embargo, la empresa no inició las operaciones de vuelos programados y canceló todos los pedidos.

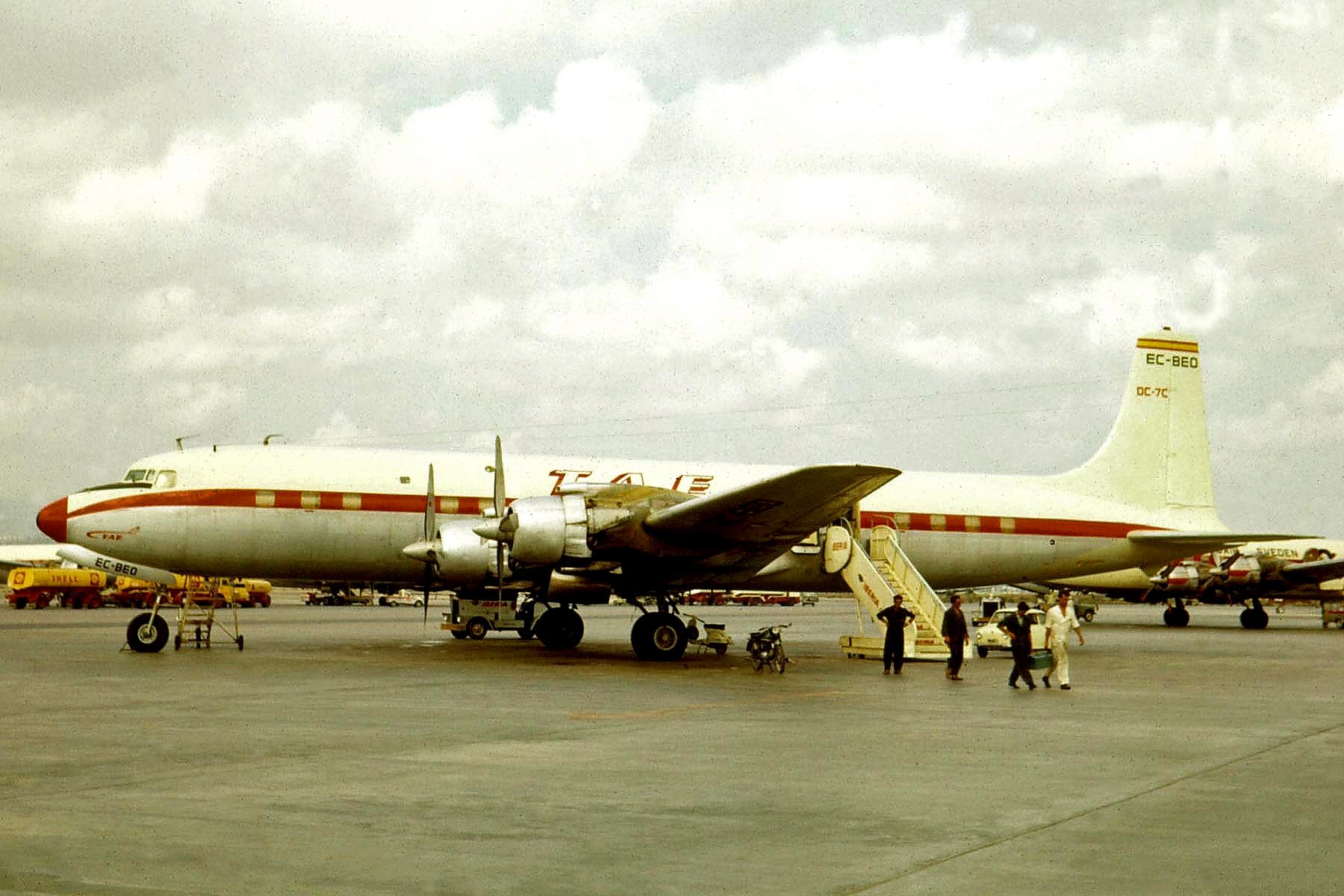
Douglas DC-7 de TAE en el Aeropuerto de Palma de Mallorca (1967)

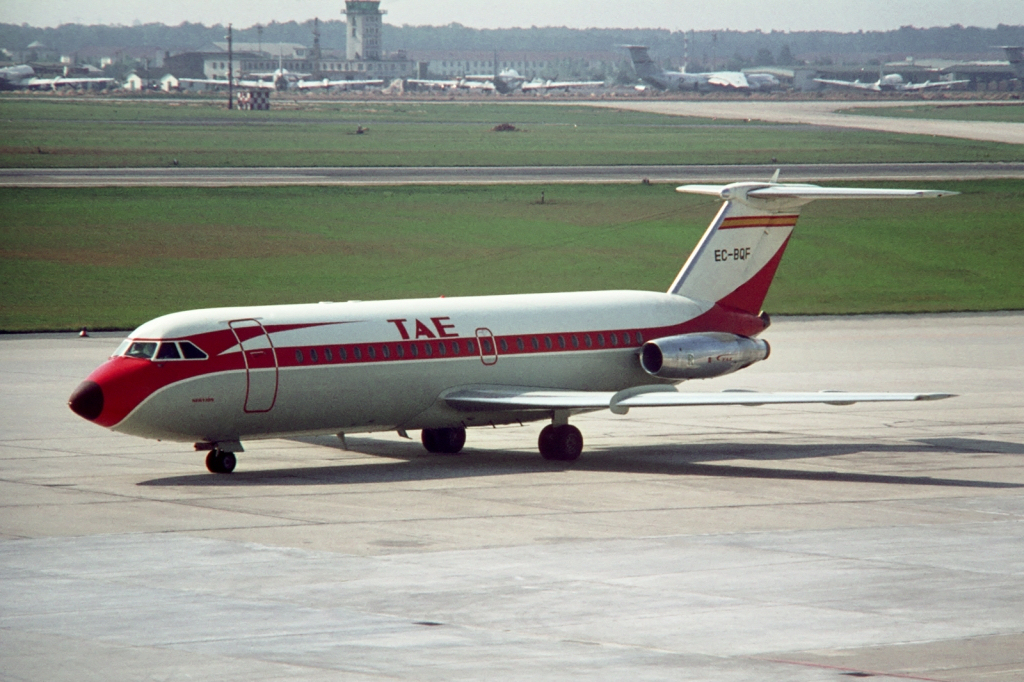
BAC 1-11 con los colores de TAE (1969)

En 1966, la naviera Aznar decidió convertir la inactiva compañía en una aerolínea chárter para poder participar en el creciente tráfico de viajes de ocio. En el proyecto participó y asumió la dirección el grupo bilbaíno Lezama-Leguizamón S. A. Al mismo tiempo, TAE trasladó su sede a Madrid. La compra prevista de un Lockheed L-1049 Super Constellation a Air France se canceló con poca antelación en octubre de 1966, aunque el avión ya había sido pintado con los colores TAE y había recibido una matrícula española. En lugar de ello, la empresa adquirió dos Douglas DC-7 a finales de 1966, con los que transportaba paquetes turísticos predominantemente alemanes y británicos a Palma de Mallorca a partir de abril de 1967. Un avión a reacción BAC 1-11 se unió a la flota en marzo de 1969. La compañía cesó sus operaciones de vuelo por primera vez en febrero de 1970 por motivos económicos, pero no se disolvió.

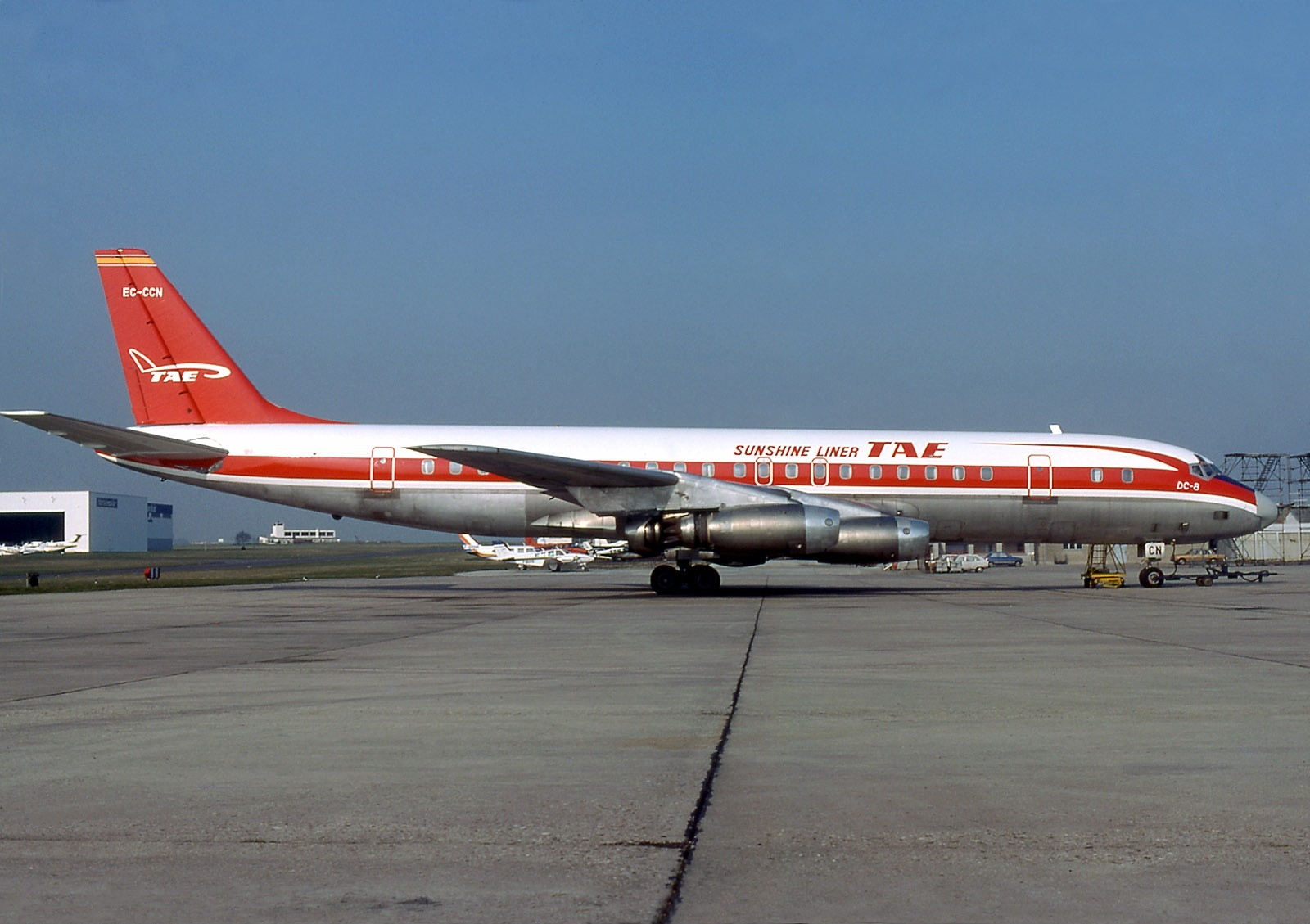
Douglas DC-8 de TAE en el Aeropuerto de París-Le Bourget (1978)

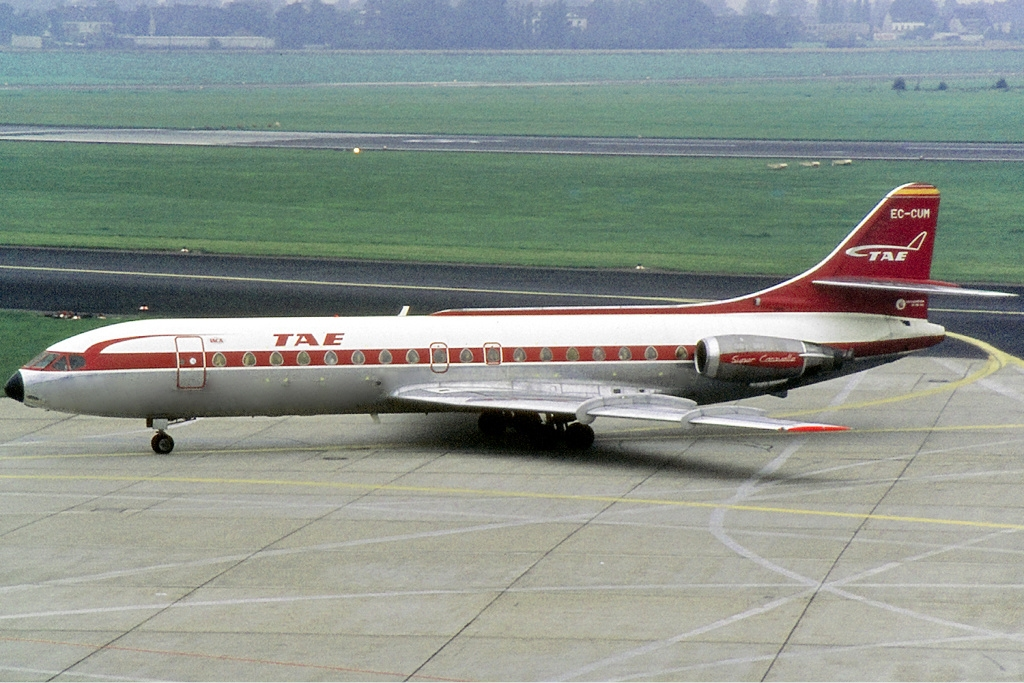
Sud Aviation Caravelle de TAE en el Aeropuerto Internacional de Dusseldörf (1977)

A principios de los años 70, la naviera Aznar recompró todas las acciones de la compañía y volvió a ser la única propietaria de TAE. Tras una reestructuración y refinanciación de la empresa, que ahora tenía su sede en Palma de Mallorca, se pudieron alquilar a largo plazo dos Douglas DC-8 a la Unión de Transportes Aéreos (UTA) francesa, con lo que la empresa reanudó sus operaciones el 1 de abril de 1973. Con alrededor del 90% de todos los pedidos de vuelos chárter, Alemania Occidental se convirtió en el mercado más importante, siendo Düsseldorf el principal destino. La compañía también realizó vuelos chárter a España desde Francia, Suecia, Países Bajos y Suiza. En el año 1975, TAE transportó 142.617 pasajeros y simultáneamente puso en servicio el primero de sus tres Sud Aviation Caravelle, alquilados a Sterling Airways. Además, se alquiló temporalmente otro Douglas DC-8 a la UTA durante la temporada de verano. Para poder transportar turistas organizados a Gambia por encargo de operadores turísticos alemanes, TAE abrió el 12 de enero de 1980 una conexión desde Düsseldorf a través del Aeropuerto de Gran Canaria hasta el Aeropuerto Internacional Yundum de Banjul (Gambia).
A principios de la década de 1980, la segunda crisis del petróleo provocó una grave recesión en Alemania Occidental, que provocó caídas masivas de los pedidos y un aumento de la competencia entre las aerolíneas chárter. Al mismo tiempo, el precio del queroseno aumentó significativamente y también los costes operativos de la empresa. Debido al exceso de capacidad, TAE decidió no devolver ese mismo año un Douglas DC-8 alquilado a UTA, a pesar de que la máquina ya estaba pintada con los colores de la empresa. El 28 de noviembre de 1981 TAE cesó sus operaciones por motivos económicos. La reanudación prevista de los vuelos vacacionales fracasó al año siguiente, tras lo cual la empresa se disolvió. En el otoño de 1982, 86 empleados despedidos de TAE fundaron con apoyo financiero estatal la aerolínea chárter Hispania Líneas Aéreas, también con sede en Palma de Mallorca.

## Flota histórica
TAE operó las siguientes aeronaves a lo largo de su historia:
| Aeronaves                           | Total | Introducido | Retirado | Matrículas                                                    |
| ----------------------------------- | ----- | ----------- | -------- | ------------------------------------------------------------- |
| BAC 1-11                            | 1     | 1969        | 1970     | EC-BQF                                                        |
| Douglas DC-7                        | 2     | 1967        | 1970     | EC-BEN y EC-BOZ                                               |
| Douglas DC-8                        | 6     | 1973        | 1981     | EC-CUS, EC-DKH, F-BJLA (rrg. EC-CDC), EC-CMT, EC-CCN y EC-DIH |
| Lockheed L-1049 Super Constellation | 1     | 1966        | 1966     | EC-BEN (no llega a operar con TAE)                            |
| Sud Aviation Caravelle              | 3     | 1975        | 1981     | EC-CMS, EC-CUM y EC-DFP                                       |